# Мороз, Василий Константинович
Васи́лий Константи́нович Моро́з (3 августа 1900 — 22 февраля 1942) — советский военачальник, генерал-майор (1942), участник Великой Отечественной войны.

## Биография
Родился 3 августа 1900 года в Харьковской губернии.
В РККА с 1 декабря 1918 года. Участник Гражданской войны — боец партизанского отряда, затем красноармеец червонноказачьего полка. 15 ноября 1919 года направлен на учёбу в Школу червоных старшин в Харькове.
После войны служил в кавалерийских частях. С 25 мая 1922 года — командир кавалерийского взвода, а с 6 декабря того же года — помощник командира эскадрона 1-го кавалерийского полка 4-й кавалерийской дивизии. С 13 февраля 1923 года — командир взвода 18-го кавалерийского полка 3-й кавалерийской дивизии. С марта 1925 года служил в 16-м кавалерийском полку. 24 ноября 1925 года зачислен слушателем химических курсов. С 1 октября 1926 года — начальник химслужбы 15-го кавалерийского полка, а с 1 октября 1927 года исполнял обязанности начальника химслужбы 3-й кавалерийской дивизии. 1 мая 1930 зачислен слушателем в Военную академию им. М. В. Фрунзе. По окончании академии 10 мая 1933 года назначен начальником оперативной части штаба Особой кавалерийской бригады. С 29 января 1934 года состоял для особых поручений при члене РВС С. М. Буденном. 15 мая того же года назначен начальником оперативной части 4-й отдельной кавалерийской бригады 16-й кавалерийской дивизии. С 10 сентября 1937 года — начальник штаба 16-й кавалерийской дивизии. С 26 марта 1938 года — командир 22-й кавалерийской дивизии. С 7 июня 1940 года — старший преподаватель кафедры общей тактики Военной академии им. М. В. Фрунзе.
С 20 апреля 1941 года — командир 236-й моторизованной дивизии 28-го механизированного корпуса.
В составе 44-й армии дивизия участвовала в Керченско-Феодосийской десантной операции. В декабре 1941 года была высажена в Феодосийском порту. 15 января 1942 года немецко-румынские войска перешли в наступление. К середине дня оборона 44-й армии на её стыке с 51-й армией, где оборонялась 63-я горнострелковая дивизия была прорвана, немецко-румынские части вышли к побережью Чёрного моря и 44-я армия была окружена в Феодосии. В окружение попали 63-я горнострелковая дивизия, 236-я стрелковая дивизия и 157-я стрелковая дивизия, 404-я стрелковая дивизия. 17 января 1942 года силами 51-й армии были начаты контратаки, но они проводились сравнительно ограниченными силами, поскольку армия отбивалась и на своём участке. В бой были введены необстрелянные 390-я и 396-я национальные стрелковые дивизии, обе неполного состава. Кольцо окружения прорвать не удалось, но отдельные подразделения (63-й горнострелковой и 157-й стрелковой дивизий, штаб 236-й стрелковой дивизии) сумели вырваться. Бои в Феодосии продолжались до 18 января 1942 года.
6 февраля 1942 года Мороз снят с должности и предан суду военного трибунала за потерю управления 236-й стрелковой дивизией в Крыму. Военным трибуналом Крымского фронта по статье 193-17 пункт «б» УК РСФСР приговорён к расстрелу. Приговор приведён в исполнение 22 февраля 1942 года.

## Воинские звания
- Майор (январь 1936[1])
- Полковник (21.02.1938[1])
- Комбриг (4.11.1939[3])
- Генерал-майор (17.01.42[4])

## Награды
- Медаль «XX лет Рабоче-Крестьянской Красной Армии» (22.02.1938)